# Rektumdivertikel
Als Rektumdivertikel bezeichnet man eine seitliche Aussackung des Mastdarms (Rektum) infolge eines Einrisses der Tunica muscularis. Es handelt sich um einen, beim Menschen sehr seltenen, Spezialfall des Dickdarmdivertikels.

## Rektumdivertikel beim Hund
Ein isoliertes (primäres) Rektumdivertikel ist äußerst selten und tritt bei alten Rüden auf. In der Mehrzahl der Fälle tritt ein Rektumdivertikel jedoch in Zusammenhang mit einer Perinealhernie auf. Man nimmt an, dass der Verlust der seitlichen Abstützung und die Kaudalverlagerung die Entstehung begünstigen.
Leichte Fälle können konservativ behandelt werden, indem durch hochverdauliches Futter und Abführmittel die Kotmenge klein und weich gehalten wird. Größere Divertikel müssen chirurgisch versorgt werden.

## Rektumdivertikel beim Menschen
Beim Menschen sind Rektumdivertikel extrem selten. Bis 1983 sind nicht einmal 50 Fälle publiziert worden.